# Dowarabazar
Dowarabazar (en bengali : দোয়ারাবাজার) est une upazila du Bangladesh dans le district de Sunamganj. En 1991, on y dénombrait 157 240 habitants.

## Démographie
Selon le recensement du Bangladesh de 2011, Dowarabazar compte 42 693 ménages et une population de 228 460 habitants. 72 682 (31,81 %) avaient moins de 10 ans. Dowarabazar avait un taux d'alphabétisation (7 ans et plus) de 30,38 %, contre une moyenne nationale de 51,8 %, et un sex-ratio de 1 035 femmes pour 1 000 hommes. 14 794 (6,48 %) vivaient en zone urbaine,.

## Administration
Dowarabazar Upazila est divisé en neuf paroisses syndicales : Bangla Bazar, Bouglabazar, Dohalia, Dowarabazar, Laxmipur, Mannargaon, Norsingpur, Pandargaon et Surma. Les paroisses de l'Union sont subdivisées en 151 mauzas et 308 villages.